# Hymeraphia
Hymeraphia is een geslacht van sponsdieren uit de klasse van de Demospongiae (gewone sponzen).

## Soorten
- Hymeraphia breeni Picton & Goodwin, 2007
- Hymeraphia elongata Picton & Goodwin, 2007
- Hymeraphia stellifera Bowerbank, 1864